# Чемпионат мира по горнолыжному спорту 2003
37-й чемпионат мира по горнолыжному спорту прошёл с 2 по 16 февраля 2003 года в Санкт-Морице, Швейцария.

## Общий медальный зачёт
| Место | Страна    | Золото | Серебро | Бронза | Всего |
| ----- | --------- | ------ | ------- | ------ | ----- |
| 1     | Австрия   | 3      | 5       | 1      | 9     |
| 2     | Хорватия  | 3      | 0       | 0      | 3     |
| 3     | США       | 2      | 2       | 2      | 6     |
| 4     | Канада    | 1      | 0       | 1      | 2     |
| 5     | Швеция    | 1      | 0       | 0      | 1     |
| 6     | Швейцария | 0      | 2       | 2      | 4     |
| 7     | Норвегия  | 0      | 2       | 1      | 3     |
| 8     | Италия    | 0      | 1       | 1      | 2     |

## Медалисты

### Мужчины
| Дисциплина        | Золото                     | Серебро                      | Бронза                      |
| ----------------- | -------------------------- | ---------------------------- | --------------------------- |
| Скоростной спуск  | Михаэль Вальххофер Австрия | Четиль Андре Омодт Норвегия  | Бруно Кернен Швейцария      |
| Супергигант       | Штефан Эберхартер Австрия  | Херман Майер Австрия         | —                           |
| Супергигант       | Штефан Эберхартер Австрия  | Боде Миллер США              | —                           |
| Гигантский слалом | Боде Миллер США            | Ханс Кнаусс Австрия          | Эрик Шлопи США              |
| Слалом            | Ивица Костелич Хорватия    | Сильван Цурбригген Швейцария | Джорджо Рокка Италия        |
| Комбинация        | Боде Миллер США            | Лассе Кьюс Норвегия          | Четиль Андре Омодт Норвегия |

### Женщины
| Дисциплина        | Золото                      | Серебро                        | Бронза                 |
| ----------------- | --------------------------- | ------------------------------ | ---------------------- |
| Скоростной спуск  | Мелани Тюржон Канада        | Коринн Ре-Белле Швейцария      | —                      |
| Скоростной спуск  | Мелани Тюржон Канада        | Александра Майсснитцер Австрия | —                      |
| Супергигант       | Михаэла Дорфмайстер Австрия | Кирстен Ли Кларк США           | Джонна Мендес США      |
| Гигантский слалом | Аня Персон Швеция           | Дениз Карбон Италия            | Эллисон Форсайт Канада |
| Слалом            | Яница Костелич Хорватия     | Марлис Шильд Австрия           | Николь Хосп Австрия    |
| Комбинация        | Яница Костелич Хорватия     | Николь Хосп Австрия            | Марлис Эстер Швейцария |